# Övergång
En övergång (engelska transfer) är inom fotbollen när en spelare flyttar från en klubb till en annan vilket enbart får ske under vissa perioder, det så kallade transferfönstret. När transferfönstret är "öppet" är det fritt för klubbar och spelare att förhandla med andra klubbar angående spelarövergångar samt att registrera övergången av spelare från en klubb till en annan hos respektive fotbollsförbund. Då transferfönstret är "stängt" är det inte möjligt för en spelare som har gällande kontrakt med en klubb att registrera sig för en ny klubb. Fifa:s första transferfönster i Europa öppnas då en fotbollssäsong är slut och fram till midnatt den 31 augusti, och ett andra fönster från midnatt den 31 december till midnatt den 31 januari.
När en fotbollsspelare står under ett kontrakt med en klubb kan han bara lämna den om klubben går med på att avsluta spelarens kontrakt. För att kompensera detta måste den klubb som spelaren flyttar till vanligen betala en övergångssumma. Tidigare betalades övergångssummor även när spelaren inte stod under ett kontrakt vilket dock ändrades i och med Bosmandomen från 1995. En professionell spelare vars kontrakt med en klubb har gått ut blir en så kallad free agent och när en sådan spelare skriver kontrakt så kan det kallas just för en Bosmanövergång.

## De dyraste spelarövergångarna
Följande tabell visar de 10 dyraste spelarövergångarna i historien sorterade efter övergångssummans storlek.
| Rank | Spelare           | Från              | Till                | Övergångssumma (£ miljoner) | Övergångssumma (€ miljoner) | År   | Referenser              |
| ---- | ----------------- | ----------------- | ------------------- | --------------------------- | --------------------------- | ---- | ----------------------- |
| 1    | Neymar            | Barcelona         | Paris Saint Germain | 222                         | 245,7                       | 2017 | [ 1 ]                   |
| 2    | Paul Pogba        | Juventus          | Manchester United   | 105                         | 116,2                       | 2016 |                         |
| 3    | Romelu Lukaku     | Inter Milan       | Chelsea             | 98,5                        | 115                         | 2021 |                         |
| 4    | Gareth Bale       | Tottenham         | Real Madrid         | 85,3                        | 118                         | 2013 | [ 2 ] [ 3 ] [ 4 ] [ 5 ] |
| 5    | Cristiano Ronaldo | Manchester United | Real Madrid         | 80                          | 106                         | 2009 | [ 6 ] [ 7 ] [ 8 ] [ 9 ] |
| 6    | Luis Suárez       | Liverpool         | Barcelona           | 75                          | 95,6                        | 2014 |                         |
| 7    | Neymar            | Santos            | Barcelona           | 71,5                        | 86,2                        | 2013 | [ 10 ] [ 11 ]           |
| 8    | James Rodríguez   | Monaco            | Real Madrid         | 71                          |                             | 2015 |                         |
| 9    | Kevin De Bruyne   | Wolfsburg         | Manchester City     | 55                          | 75                          | 2015 |                         |
| 10   | Ángel Di María    | Real Madrid       | Manchester United   | 59,7                        | 75                          | 2014 |                         |